# Kirke Stillinge Sogn
Kirke Stillinge Sogn er et sogn i Slagelse-Skælskør Provsti (Roskilde Stift).
I 1800-tallet var Kirke Stillinge Sogn et selvstændigt pastorat. Det hørte til Slagelse Herred i Sorø Amt. Stillinge sognekommune blev ved kommunalreformen i 1970 indlemmet i Slagelse Kommune.
I Kirke Stillinge Sogn ligger Stillinge Kirke.
I sognet findes følgende autoriserede stednavne:
- Almindkrog (bebyggelse)
- Barkemose Huse (bebyggelse)
- Bildsø (bebyggelse, ejerlav)
- Bildsø Strand (bebyggelse)
- Birkemose (bebyggelse)
- Gasekær Huse (bebyggelse)
- Hyldemark (bebyggelse)
- Kelstrup (bebyggelse, ejerlav)
- Kelstrup Strand (bebyggelse)
- Kildemark (bebyggelse)
- Kirke Stillinge (bebyggelse, ejerlav)
- Knudsrødgård (landbrugsejendom)
- Kongsmark Strand (bebyggelse)
- Lille Kongsmark (bebyggelse, ejerlav)
- Lynghuse (bebyggelse)
- Næsby Fed (areal, bebyggelse)
- Næsby Huse (bebyggelse)
- Næsby ved Stranden (bebyggelse, ejerlav)
- Stillinge Strand (bebyggelse)
- Store Kongsmark (bebyggelse, ejerlav)
- Tjæreby Vejle (areal, ejerlav)
- Øster Stillinge (bebyggelse, ejerlav)